# Un direct au cœur
Pour les articles homonymes, voir Kid Galahad.
Ne doit pas être confondu avec Direct au cœur.
Pour plus de détails, voir Fiche technique et Distribution.
Un direct au cœur (Kid Galahad) est un film américain réalisé par Phil Karlson, sorti en 1962.

## Synopsis
Un mécanicien (Elvis Presley) nommé Walter Gulick devient en peu de temps champion de boxe. Entrainé par un ancien boxeur (Charles Bronson), il n'aspire qu'à une chose : ouvrir son propre garage et épouser la jeune Rose.

## Fiche technique
- Titre : Un direct au cœur
- Titre original : Kid Galahad
- Réalisation : Phil Karlson, assisté de John Flynn (non crédité)
- Scénario : William Fay (en) et Francis Wallace
- Photographie : Burnett Guffey
- Montage : Stuart Gilmore
- Musique : Jeff Alexander
- Producteur : David Weisbart
- Pays de production :  États-Unis
- Format : Couleurs - 1,85:1 - Mono
- Genre : Comédie dramatique
- Durée : 95 minutes
- Dates de sortie :
  - États-Unis : 11 août 1962
  - France : 8 juillet 1963
- Affiche : Boris Grinsson (France)

## Distribution
- Elvis Presley (VF : Jacques Thébault) : Walter Gulick
- Gig Young (VF : Henry Djanik) : Willy Grogan
- Lola Albright (VF : Claude Gensac) : Dolly Fletcher
- Joan Blackman (VF : Danielle Ajoret) : Rose Grogan
- Charles Bronson (VF : Jean-Pierre Duclos) : Lew Nyack
- Michael Dante (VF : Jean Amadou) : Joie Shakes
- David Lewis (VF : Jean-Henri Chambois) : Otto Danzig
- Robert Emhardt (VF : Raymond Rognoni) : Maynard
- Liam Redmond (VF : Pierre Michau) : Père Higgins
- Judson Pratt (VF : Pierre Leproux) : Howie Zimmerman
- Ned Glass (VF : Jacques Hilling) : Max Lieberman
- George Mitchell (VF : Georges Hubert) : Harry Sperling
- Roy Roberts (VF : Serge Nadaud) : Jerry Bathgate
- Edward Asner (VF : Albert Augier) : Frank Gerson, l'assistant du District Attorney
- Bill Zuckert (VF : Paul Bonifas) : O'Grady
- Chris Alcaide (VF : Claude Bertrand) : le truand moustachu au service de Danzig
- Jeff Morris : Alphie
- David Cadiente (VF : Serge Sauvion) : le boxeur guitariste
- Richard Devon (VF : Georges Atlas) : Marvin
- George J. Lewis (VF : Jean-Henri Chambois) : l'entraîneur de Ramon Romero
- Ralph Moody : Peter J. Prohosko